# Seol Ki-hyeon
Seol Ki-Hyeon (Jeongseon, 8 januari 1979) is een Zuid-Koreaans voetballer. Sinds 2012 speelt hij in zijn geboorteland voor Incheon United.
Seol is een linksbuiten die ook als spits kan ingezet worden. De grote aanvaller debuteerde in België bij Antwerp FC, dat hij na een seizoen inruilde voor RSC Anderlecht. Met de Brusselaars won hij in 2004 de landstitel en nam hij twee keer deel aan de UEFA Champions League. Nadien zette hij zijn carrière verder in Engeland. Hij was twee seizoenen titularis bij tweedeklasser Wolverhampton Wanderers alvorens de overstap te maken naar de Premier League. Daar kwam de Zuid-Koreaan uit voor Reading en Fulham. Bij die laatste club kon Seol zich nooit doorzetten, waarna hij terugkeerde naar zijn geboorteland. Daar is hij sinds 2010 actief. Seol was ook 10 jaar lang international. In 2002 was hij een van de uitblinkers van het WK, waarin hij met Zuid-Korea de halve finale bereikte.

## Carrière

### Antwerp
Seol Ki-Hyeon werd als voetballer opgeleid aan de Kwangwoon University. Hij stond in Zuid-Korea bekend als een groot talent en werd in zijn geboorteland vergeleken met de Engelse spits Michael Owen. Toen hij zijn opleiding in 2000 had afgerond, werd hem aangeraden een club te zoeken in de Japanse J-League. Maar Seol, die op dat ogenblik al international was, ging tegen het advies in en wou met het oog op het WK 2002 - dat door Zuid-Korea zou georganiseerd worden - op zoek naar een Europese werkgever. Na twee testweken tekende hij op 31 juli 2000 een contract voor een jaar bij promovendus Antwerp FC, waar hij een ploegmaat werd van onder meer Patrick Goots, Jonas De Roeck, Bernt Evens en John O'Shea.
Hoewel hij aanvankelijk geen woord Engels sprak, werd hij bij Antwerp in korte tijd een vaste waarde. Met 10 doelpunten was hij een van de topschutters van het team. The Great Old wist zich in het seizoen 2000/01 zonder problemen te verzekeren van het behoud.

### RSC Anderlecht
De transfervrije aanvaller ruilde in de zomer van 2001 Antwerp in voor RSC Anderlecht. Bij paars-wit maakte hij meteen indruk. Op 4 augustus 2001 nam Anderlecht het in de supercup op tegen KVC Westerlo. Anderlecht, dat met een man minder speelde na de uitsluiting van Aruna Dindane, stond aan de rust 1-0 achter. Seol mocht tijdens de pauze invallen voor Ivica Mornar. Hij scoorde in 12 minuten tijd een hattrick en loodste RSC Anderlecht zo naar een klinkende 1-4 zege.
Seol streed in zijn eerste seizoen met de Kroatische spits Mornar om een plaats in het elftal van trainer Aimé Antheunis. In de Champions League gaf Antheunis steevast de voorkeur aan de meer ervaren Kroaat. Seol maakte op 11 september 2001 zijn debuut op het kampioenenbal. Hij mocht toen tegen Lokomotiv Moskou na 87 minuten invallen voor Aruna.
In het seizoen 2001/02 werd Seol een titularis bij RSC Anderlecht. De snelle, sterke Zuid-Koreaan werd door Antheunis omgevormd tot linksbuiten en miste dat seizoen slechts een handvol competitiewedstrijden. Een jaar later miste hij door tal van blessures - waaronder een drievoudige breuk aan de linkerkaak - een groot deel van het seizoen. In het seizoen 2003/04 werd hij wel voor het eerst kampioen.

### Wolverhampton
Seol, die in het seizoen 2004/05 nog enkele wedstrijden voor Anderlecht afwerkte, tekende op 27 augustus 2004 een contract voor drie jaar bij Wolverhampton. Onder coach Glenn Hoddle werd hij een vaste waarde bij de Engelse tweedeklasser. De Zuid-Koreaan die bij The Wolves vooral in dienst van de spitsen speelde, slaagde er in twee jaar tijd niet in om met zijn team naar de Premier League te promoveren. Teleurgesteld dat hij zich niet op het hoogste niveau kon tonen, ging hij op zoek naar een nieuwe club. Hij voorspelde zelf dat hij na het WK 2006 zou vertrekken.

### Reading
Op 12 juli 2006 betaalde Reading meer dan £1 miljoen (zo'n €1,2 miljoen) voor de aanvaller. Op 26 september 2006 scoorde Seol tegen Sheffield United zijn eerste goal voor de bescheiden eersteklasser. In totaal was Seol in zijn eerste seizoen goed voor drie doelpunten, waaronder een prachtig afstandsschot tegen West Ham United. Seol dribelde zijn bewaker en schoot de bal van op zo'n 30m staalhard in de kruising.

### Fulham
Op 31 augustus 2007, de laatste dag van de transferperiode, tekende hij een contract voor drie jaar bij Fulham. Want hoewel hij bij Reading een vaste waarde was, had hij geen goede relatie met coach Steve Coppell. Verdediger Liam Rosenior maakte de omgekeerde beweging en trok naar Reading. Bij de Engelse subtopper had Seol meer moeite om zich door te zetten. De inmiddels 28-jarige aanvaller kwam niet makkelijk tot scoren en had met Clint Dempsey, David Healy en Diomansy Kamara ook stevige concurrentie in de aanval. Op 14 januari 2009 leende Fulham hem voor zes maanden uit aan het Saoedi-Arabische Al-Hilal, waar hij oud-ploegmaat Christian Wilhelmsson terugvond. Al-Hilal wilde de speler aanvankelijk definitief overnemen van Fulham, maar dat wilde de Zuid-Koreaan niet. Seol wilde zijn plaats bij de Engelse club afdwingen en keerde na een half jaar terug naar de Premier League. Met het oog op het WK 2010 werd ook een uitleenbeurt aan het Chinsese South China overwogen. Op 15 januari 2010 werd in overleg met het bestuur besloten om zijn contract stop te zetten.

### Terug naar Zuid-Korea
Twee dagen na het stopzetten van zijn contract belandde Seol bij Pohang Steelers. De club uit de K-League was pas zijn eerste werkgever uit eigen land. Met 7 doelpunten in 16 competitiewedstrijden werd hij al snel een van de topschutters bij Pohang, dat hij in 2011 verliet voor reeksgenoot Ulsan Hyundai. Met die club won hij dat jaar de League Cup. In de finale tegen Busan I'Park scoorde hij een belangrijk doelpunt. Ulsan wilde Seols contract verlengen, maar de speler ging niet in op het voorstel. Op 24 januari 2012 sloot hij zich aan bij Incheon United.

## Statistieken
| Seizoen                                               | Club                    | Competitie     | Wedst | Goals |
| ----------------------------------------------------- | ----------------------- | -------------- | ----- | ----- |
| 2000/01                                               | Antwerp FC              | Eerste Klasse  | 25    | 10    |
| 2001/02                                               | RSC Anderlecht          | Eerste Klasse  | 20    | 3     |
| 2002/03                                               | RSC Anderlecht          | Eerste Klasse  | 32    | 12    |
| 2003/04                                               | RSC Anderlecht          | Eerste Klasse  | 19    | 3     |
| 2004/05                                               | RSC Anderlecht          | Eerste Klasse  | 1     | 0     |
| 2004/05                                               | Wolverhampton Wanderers | First Division | 37    | 4     |
| 2005/06                                               | Wolverhampton Wanderers | First Division | 32    | 4     |
| 2006/07                                               | Reading FC              | Premier League | 27    | 4     |
| 2007/08                                               | Reading FC              | Premier League | 3     | 0     |
| 2007/08                                               | Fulham FC               | Premier League | 12    | 0     |
| 2008/09                                               | Fulham FC               | Premier League | 4     | 1     |
| 2008/09                                               | Al-Hilal (huur)         | Premier League | 7     | 0     |
| 2009/10                                               | Fulham FC               | Premier League | 2     | 0     |
| 2010                                                  | Pohang Steelers         | K-League       | 16    | 7     |
| 2011                                                  | Ulsan Hyundai FC        | K-League       | 29    | 3     |
| 2012                                                  | Incheon United          | K-League       | 40    | 7     |
| 2013                                                  | Incheon United          | K-League       | 33    | 4     |
| TOTAAL                                                | TOTAAL                  | TOTAAL         | 339   | 62    |
| Tabel voor het laatst bijgewerkt op 13 september 2022 |                         |                |       |       |

## Nationale ploeg
In 2000 maakte Seol zijn debuut voor de nationale ploeg van Zuid-Korea. Hij greep dat jaar ook net naast een deelname aan de Olympische Spelen in Sydney. In 2001 nam hij met Zuid-Korea deel aan de Confederations Cup.
Een jaar later organiseerden Zuid-Korea en Japan het WK. Seol, op dat ogenblik speler van Anderlecht, werd door bondscoach Guus Hiddink geselecteerd voor het toernooi. Seol speelde zich op het WK meermaals in de kijker en bereikte met zijn land verrassend de halve finale. In de 1/8e finale werd Italië uitgeschakeld na verlengingen. Seol dwong de verlengingen af met een late treffer. In de kwartfinale ging Spanje voor de bijl. Zuid-Korea won het duel na strafschoppen. Seol zette de derde penalty om. In de halve finale raakte Seol en zijn landgenoten niet voorbij Duitsland. In de troostfinale verloren de Zuid-Koreanen vervolgens met 2-3 van Turkije. In 2002 was hij ook bij de 50 genomineerden voor de Ballon d'Or.
Twee jaar later werd hij door bondscoach Dick Advocaat geselecteerd voor het WK in Duitsland. Zuid-Korea overleefde de groepsfase niet. Het werd derde in de groep van Frankrijk, Zwitserland en Togo. Seol mocht op het toernooi twee keer invallen.
Seol, die in januari 2010 terugkeerde naar zijn geboorteland om zich in de kijker van de nationale ploeg te spelen, werd door bondscoach Huh Jung-moo niet meegenomen naar het WK in Zuid-Afrika.

## Palmares
| Nationaal            |    |      |
| Belgisch kampioen    | 1x | 2004 |
| Belgische Supercup   | 1x | 2001 |
| Crown Prince Cup     | 1x | 2009 |
| Koreaanse League Cup | 1x | 2011 |